# Liste der Seen im Kanton Genf
Die folgende Liste enthält benannte Seen und andere Stillgewässer im Kanton Genf.
| Bild | Name des Sees          | Gemeinde(n) | Zufluss | Abfluss | Fläche in km² | Höhe über Meer | Maximale Tiefe in Meter | Koordinaten     |
| ---- | ---------------------- | --- | ------- | ------- | ------------- | -------------- | ----------------------- | --------------- |
|      | Étang des Bouvières    | Russin |         |         | 0,012         | 349 m ü. M.    |                         | 490747 / 115869 |
|      | Étang des Isles        | Cartigny |         |         | 0,011         | 349 m ü. M.    |                         | 490647 / 115453 |
|      | Étang des Tritons      | Genf |         |         | 0,001         | 418 m ü. M.    |                         | 497166 / 119374 |
|      | Étang du Pré-de-l’Œuf  | Plan-les-Ouates |         |         | 0,001         | 420 m ü. M.    |                         | 499327 / 113360 |
|      | Étang Est              | Cartigny |         |         | 0,008         | 349 m ü. M.    |                         | 490751 / 115367 |
|      | Étang Jacques Burnier  | Russin |         |         | 0,020         | 348 m ü. M.    |                         | 490009 / 115245 |
|      | Étang Maurice Blanchet | Russin |         |         | 0,013         | 348 m ü. M.    |                         | 489839 / 115115 |
|      | Étang Ouest            | Cartigny |         |         | 0,008         | 348 m ü. M.    |                         | 490535 / 115295 |
|      | Étang Paul Géroudet    | Russin |         |         | 0,016         | 349 m ü. M.    |                         | 490191 / 115469 |
|      | Étang Robert Hainard   | Russin |         |         | 0,022         | 350 m ü. M.    |                         | 490905 / 115447 |
|      | Étang Sous-Marlia      | Aire-la-Ville |         |         | 0,002         | 349 m ü. M.    |                         | 491341 / 116011 |
|      | Genfersee              | Anières, Bellevue, Céligny, Collonge-Bellerive, Cologny, Corsier, Genf, Genthod, Hermance, Pregny-Chambésy, Versoix | Rhone   | Rhone   | 580,10        | 372 m ü. M.    | 310                     | 501743 / 119938 |
|      | Lac des Vernes         | Meyrin |         |         | 0,025         | 450 m ü. M.    |                         | 494720 / 121435 |
|      |                        | |         |         |               |                |                         |                 |

Siehe auch: Liste der grössten Seen in der Schweiz